# 巴士杰
巴士杰（？—），男，蒙古族，中华人民共和国政治人物，二级大法官，曾任内蒙古自治区高级人民法院院长。